# بوكيمون بلاك ووايت
بوكيمون بلاك أو وايت (باليابانية: ポケットモンスター ブラック・ホワイ) (نطق ياباني:Poketto Monsutā Burakku & Howaito) (بالإنجليزية: Pokémon Black and White)‏، هي لعبة فيديو من تطوير ستوديو جيم فريك اليابانية، ونشرها شركة نينتندو سنة 2010, وتعمل منصة نينتندو دي إس.

## المواقع الخارجية
- الموقع الرسمي